# 花桥慈济宫
花桥慈济宫，位于中国福建省泉州市鲤城区中山南路，祀北宋名医吴本。南宋绍兴年间（1131—1162年）始建，清乾隆三十六年（1771年）、1918年重修。坐西朝东，三进，由门厅、大殿、仙姑祠和赠药义诊所组成，建筑面积800多平方米。大门上嵌有明代书法家张瑞图题写的“真人所居”石匾额一方，殿前上方“慈济宫”大金字匾系元代书法家赵孟頫所书。2009年11月16日公布为第七批福建省文物保护单位。